# Ondřej Soukup
Ondřej Soukup (* 2. května 1951 Praha) je český baskytarista a hudební skladatel.

## Život
V roce 1975 absolvoval Pražskou konzervatoř, poté působil v mnoha jazzových a popových kapelách jako baskytarista (např. v Pražském výběru, spolupracoval i s Pavlem Fořtem v jeho studiové skupině Labyrint), ale počátkem 80. let 20. století přestoupil ke Karlu Gottovi a současně skládal a aranžoval hudbu. Poté se komponování začal věnovat naplno a zároveň se pustil do produkování desek.
V roce 1983 složil hudbu ke svému prvnímu celovečernímu filmu Druhý tah pěšcem. Od té doby je podepsán pod hudbou ke dvaceti dalším celovečerním snímkům, mezi které patří i Oscarový film Kolja režiséra Jana Svěráka. V roce 1998 získal Českého lva za nejlepší skladbu k filmu Juraje Jakubiska Nejasná zpráva o konci světa a o tři roky později ho získal i za hudbu k filmu Jana Svěráka Tmavomodrý svět.
V roce 1989 složil pro baletní představení souboru UNO Šachmat hudbu na pomezí vážné a populární hudby (crossover) na latinské texty Jaromíra Wolfa. Na úspěšném projektu se jako zpěváci a pěvci podíleli Lucie Bílá, Michael Kocáb, Gabriela Osvaldová, Olga Orolinová, Ivan Kusnjer a Ivona Škvárová, jako recitátor také Jiří Bartoška.
Kromě muzikálů a scénické hudby pro televizi a film skládá popové písně. Spolu s bývalou manželkou a textařkou Gábinou Osvaldovou úzce spolupracují s Lucií Bílou, pro kterou složil album Missariel oceněné pěti cenami Gramy. V roce 2000 měl premiéru jeho muzikál Johanka z Arku, který se i po více než dvou letech hrál v divadle Ta Fantastika osmkrát týdně.
V historicky první řadě soutěže Česko hledá Superstar byl členem poroty, jako porotce se zúčastnil i druhé řady této soutěže a první řady české verze soutěže X-factor.

### Rodina
S bývalou manželkou Gábinou Osvaldovou má syna Františka, který je také hudebníkem (je spoluzakladatelem kapely NightWork). V lednu 2017 se oženil se slovenskou zpěvačkou Lucií Šoralovou, se kterou má dceru a syna.